# Escuela Secundaria Holyoke
Escuela Secundaria Holyoke (Holyoke High School) es una escuela secundaria pública en el oeste de Massachusetts, que sirve a la ciudad de Holyoke. Desde 2015, la escuela, junto con el distrito, ha estado bajo administración judicial estatal y mediante una serie de cambios en las prácticas, como los innovadores programas disciplinarios de justicia restaurativa, se ha observado una mejora en la retención de estudiantes y las tasas de graduación. En el año escolar 2016-2017 Holyoke High y Dean Technical High School, que han recibido, recibieron puntajes SAT más altos que el promedio de las escuelas en Boston, Worcester y Springfield.

## Programas
Escuela Secundaria Holyoke se encuentra en Holyoke, justo al lado de la carretera interestatal 391. Actualmente, hay aproximadamente 1300 estudiantes matriculados en la escuela en ambas divisiones. Los colores de la escuela son de color púrpura y blanco. La canción de la escuela es "Hail, Holyoke", que fue escrita por el primer director de la banda de la escuela secundaria Fred Grady en 1937 y dedicada al Dr. Howard Conant, un director veterano que sirvió en la escuela durante 35 años.
Después de dos años de desarrollo, comenzando en el año escolar 2018-2019, la escuela secundaria ofrece un plan de estudios renovado, centrado en cuatro academias en las que los alumnos de último año elegirán participar, estas incluyen academias en:
- Estudios comunitarios y globales
- Tecnología, ingeniería y diseño
- Actuación y artes de los medios
- Ciencias médicas y de la vida

Los cursos de la Academia se basarán en el currículo de educación general de matemática, ciencias y estudios de idiomas con ofertas de cursos únicos adicionales, así como pasantías y oportunidades de observación de trabajos en el campo de elección del estudiante.
Los estudiantes de tercer y cuarto año también pueden completar los cursos en las universidades del área a través del programa Dual College Enrollment, que incluye, entre otros, Holyoke Community College, Springfield Technical Community College, Westfield State University y la Universidad de Massachusetts Amherst.

## Historia
Establecido en 1852 por la ciudad, el primer director de la escuela fue Stephen Holman, un especialista en ingeniería, abogado, lingüista y educador que fundó Holyoke Machine Company y Deane Steam Pump Works, compró Holyoke Paper Company y fue acreditado como el primero en introducir la contabilidad de costos moderna en la industria del papel.
Entre 1872 y 1881, Escuela Secundaria Holyoke fue una de una docena de escuelas de Nueva Inglaterra que recibieron estudiantes de la Misión Educativa de China. Al regresar al extranjero, algunos de estos estudiantes continuarían desempeñando papeles importantes en la dinastía Qing China, incluyendo, entre otros, a Shung Kih Ting, clase de 1880, quien eventualmente serviría como comisionado interino del Servicio de Aduanas Marítimas de China, y Chow Wan Tang quien se graduó en 1881 y volvió a visitar a Holyoke en 1908 como gerente general de la Administración Telegráfica Imperial de China.

## Alumnado notable
- William Chadwick (1879 - 1962), clase de 1898, pintor impresionista estadounidense de finales del siglo XIX y principios del siglo XX que estudió en la Art Students League de Nueva York y posteriormente se convirtió en residente de la colonia artística Old Lyme[13]

- Montgomery Knight (1901 - 1943), clase de 1918, pionero en el diseño de helicópteros, primer director de la Escuela de Aeronáutica Guggenheim en el Instituto de Tecnología de Georgia y fundador e investigador de larga data en el Instituto de Investigación Tecnológica de Georgia.[14][15]

- Homer E. Newell Jr. (1915 - 1983), clase de 1932, matemático y administrador de la NASA, el principal organizador del programa espacial estadounidense en sus primeros años, quien administró prácticamente todas las misiones espaciales no militares no tripuladas para el mundo libre desde el principios de la década de 1960 hasta su retiro en 1974.[16]

## Medios de comunicación
Actualmente hay un periódico escolar en Escuela Secundaria Holyoke, The Holyoke Herald, que es producido por sus alumnos en las clases de periodismo de la escuela. Los estudiantes también transmiten un programa semanal en el canal de televisión por cable de televisión de acceso público local titulado HPS 12. Publicado una vez al año es la revista literaria y de artes creativas, "The Knight Writer". Además de estas publicaciones, está el anuario que también publica un blog en su sitio web.